# Miss Tierra 2015
Miss Tierra 2015 fue la 15.ª edición de certamen de belleza Miss Tierra, cuya final se llevó a cabo el 5 de diciembre de 2015 en el Marx Halle de la ciudad de Viena, capital de Austria. Candidatas de 86 países y territorios autónomos compitieron por el título. Al final del evento, Jamie Herrell, Miss Tierra 2014 de Filipinas coronó a su sucesora Angelia Ong, también de Filipinas.
La noche final del concurso fue transmitida por STAR World y ABS-CBN; al igual que la edición anterior fue llevado vía Youtube para todo el mundo a través del canal oficial de Rappler. El evento fue conducido por el modelo y presentador británico Oli Pettigrew, quien ya condujo la edición del 2013; además de Katia Wagner, Miss Earth Water 2014; y la conductora filipina Joey Mead King.

## Resultados
| Resultados finales      | Candidata |
| ----------------------- | --- |
| Miss Tierra 2015        | - Filipinas - Angelia Ong |
| Miss Tierra - Fuego     | - Australia - Dayanna Grageda |
| Miss Tierra - Aire      | - Estados Unidos - Brittany Payne |
| Miss Tierra - Agua      | - Brasil - Thiessa Sickert |
| Finalistas (Top 8)      | - Austria - Sophie Totzauer - Chile - Natividad Leiva - Colombia - Estefanía Muñoz - Venezuela - Andrea Rosales |
| Semifinalistas (Top 16) | - Escocia - Amy Meisak - Francia - Alyssa Wurtz - Guam - Skye Celine Baker - Hungría - Dorina Lepp - Mauricio - Katia Moochooram - Mongolia - Bayartsetseg Altangerel - República Checa - Karolína Malisova - Ucrania - Viktoria Orel |

## Historia

### Sede

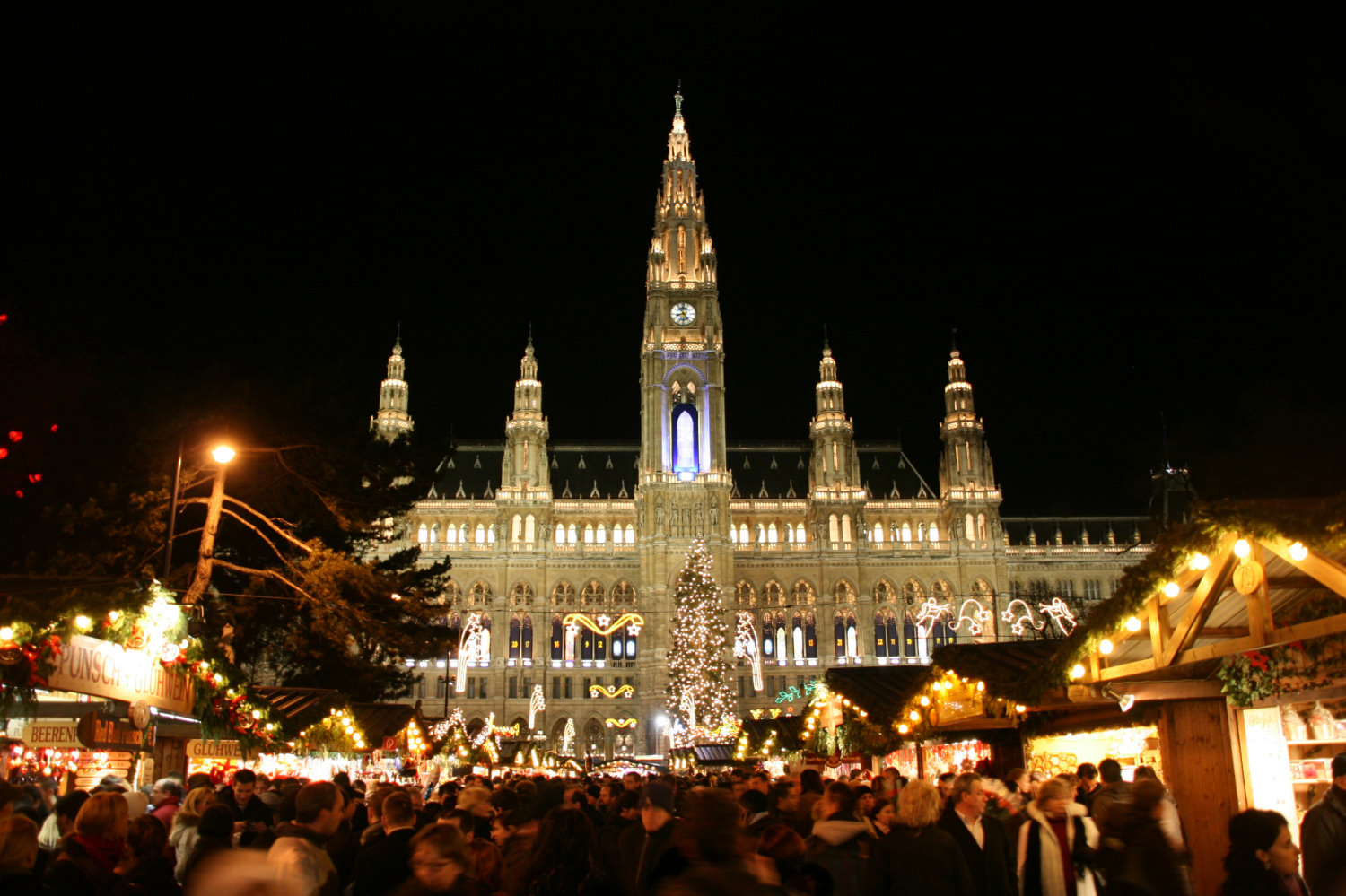
Ayuntamiento de Viena, escenario turístico de la ciudad y sede algunas actividades del certamen.

La sede del evento fue anunciada el 22 de junio a través del portal oficial de Miss Tierra en Facebook; siendo la segunda vez que el certamen se realizó fuera de las Filipinas y la primera fuera del continente asiático. Desde el martes 16 de junio al jueves 18 de junio, el director de Miss Tierra  Ramón Monzón y la vicepresidenta ejecutiva Lorena Schuck llegaron a Viena procedentes de Manila para discutir los detalles finales del acuerdo para la sede, el cual fue firmado y sellado por ambas partes y oficializó la sede definitiva del certamen ecológico por primera vez en Europa.

## Áreas de competencia

### Final
La noche final fue transmitida en vivo por STAR World y ABS-CBN, desde el Marx Halle, en Viena, Austria, el 5 de diciembre de 2015. 
El grupo de 16 cuartofinalistas se dio a conocer durante la competencia final. Este grupo de candidatas fue seleccionado tomando en cuenta el desenvolvimiento de las candidatas durante los eventos previos realizados por la organización.
Estas 16 semifinalistas fueron evaluadas por un Jurado final:
- Las 16 semifinalistas desfilaron en una nueva ronda en traje de baño y otra ronda de traje de gala.
- Tomando en cuenta el desempeño en los desfiles de traje de baño y gala, el grupo se redujo, y solo 8 continuaron (finalistas).
- Las ocho que continúan (finalistas) se sometieron a una pregunta por parte del jurado, quien determinó las posiciones finales y a la ganadora, Miss Tierra 2015.

## Relevancia histórica de Miss Tierra 2015

### Resultados
- Es la primera ocasión en que la representante de un país entrega el título a otra representante de su propio país, en este caso, la filipina Jamie Herrell a la filipina Angelia Ong; con esto, Filipinas obtiene su tercer triunfo en la historia del certamen.
- Brasil, Colombia, Escocia, Estados Unidos, Filipinas, Mongolia y Venezuela repiten clasificación a los cuartos de final.
- Venezuela clasifica por undécimo año consecutivo a semifinales.
- Filipinas clasifica por quinto año consecutivo.
- Estados Unidos clasifica por cuarto año consecutivo.
- Colombia clasifica por segundo año consecutivo.
- Austria, Chile, Francia y Mauricio clasificaron por última vez en 2013.
- República Checa clasificó por última vez en 2012.
- Ucrania clasificó por última vez en 2011.
- Australia clasificó por última vez en 2004.
- Guam y Hungría clasifican por primera vez a semifinales.

### Otros datos significativos
- Es la primera ocasión, en 15 años de historia, que Austria sirve como sede al certamen.
- Es la primera ocasión que una concursante abandona la competencia estando ya en las actividades previas.

## Premios especiales

### Premios especiales menores de patrocinadores
| Premio Especial                                       | País/Territorio                     | Candidata                                                  |
| ----------------------------------------------------- | ----------------------------------- | ---------------------------------------------------------- |
| Actitud más alegre (durante la plantación de árboles) | - Estados Unidos - Fiyi - Guatemala | - Brittany Ann Payne - Shyla Angela Prasad - Sara Guerrero |

## Medallero de Miss Tierra 2015
| Rank | Country/Territory               | Gold | Silver | Bronze | Total |
| ---- | ------------------------------- | ---- | ------ | ------ | ----- |
| 1    | Panamá                          | 3    | 1      | 0      | 4     |
| 2    | Guatemala                       | 2    | 2      | 1      | 5     |
| 3    | Mongolia                        | 2    | 0      | 1      | 3     |
| 4    | Ucrania                         | 2    | 0      | 0      | 2     |
| 5    | Austria                         | 1    | 1      | 1      | 3     |
| 5    | Países Bajos                    | 1    | 1      | 1      | 3     |
| 5    | Sudáfrica                       | 1    | 1      | 1      | 3     |
| 6    | Colombia                        | 1    | 1      | 0      | 2     |
| 6    | Malasia                         | 1    | 1      | 0      | 2     |
| 6    | Suiza                           | 1    | 1      | 0      | 2     |
| 7    | Chile                           | 1    | 0      | 1      | 2     |
| 7    | Croacia                         | 1    | 0      | 1      | 2     |
| 7    | Rusia                           | 1    | 0      | 1      | 2     |
| 8    | Crimea                          | 1    | 0      | 0      | 1     |
| 8    | Estados Unidos                  | 1    | 0      | 0      | 1     |
| 8    | Guam                            | 1    | 0      | 0      | 1     |
| 8    | República Checa                 | 1    | 0      | 0      | 1     |
| 8    | Reunión                         | 1    | 0      | 0      | 1     |
| 8    | Singapur                        | 1    | 0      | 0      | 1     |
| 8    | Uganda                          | 1    | 0      | 0      | 1     |
| 9    | Tailandia                       | 0    | 2      | 1      | 3     |
| 10   | Ghana                           | 0    | 2      | 0      | 2     |
| 10   | Portugal                        | 0    | 2      | 0      | 2     |
| 11   | Filipinas                       | 0    | 1      | 1      | 2     |
| 11   | República Democrática del Congo | 0    | 1      | 1      | 2     |
| 11   | República Dominicana            | 0    | 1      | 1      | 2     |
| 11   | Venezuela                       | 0    | 2      | 1      | 3     |
| 12   | Alemania                        | 0    | 1      | 0      | 1     |
| 12   | Costa Rica                      | 0    | 1      | 0      | 1     |
| 12   | Ecuador                         | 0    | 1      | 0      | 1     |
| 12   | Eslovenia                       | 0    | 1      | 0      | 1     |
| 12   | España                          | 0    | 1      | 0      | 1     |
| 12   | Nueva Caledonia                 | 0    | 1      | 0      | 1     |
| 13   | Aruba                           | 0    | 0      | 1      | 1     |
| 13   | Australia                       | 0    | 0      | 1      | 1     |
| 13   | Bélgica                         | 0    | 0      | 1      | 1     |
| 13   | Brasil                          | 0    | 0      | 1      | 1     |
| 13   | Corea                           | 0    | 0      | 1      | 1     |
| 13   | Dinamarca                       | 0    | 0      | 1      | 1     |
| 13   | Egipto                          | 0    | 0      | 1      | 1     |
| 13   | Escocia                         | 0    | 0      | 1      | 1     |
| 13   | Hungría                         | 0    | 0      | 1      | 1     |
| 13   | Irlanda                         | 0    | 0      | 1      | 1     |
| 13   | Kosovo                          | 0    | 0      | 1      | 1     |

## Eventos y retos

### Competencia de Trajes nacionales/típicos
| Resultado         | Candidata                                             |
| África            | África                                                |
| ----------------- | ----------------------------------------------------- |
| Medalla de oro    | - Uganda – Sandra Akello                              |
| Medalla de plata  | - Ghana – Silvia Commodore                            |
| Medalla de bronce | - República Democrática del Congo – Cristelle Lohembe |
| América           |                                                       |
| Medalla de oro    | - Guatemala – Sara Guerrero                           |
| Medalla de plata  | - Panamá – Carmen Jaramillo                           |
| Medalla de bronce | - Venezuela – Andrea Rosales                          |
| Asia y Oceanía    |                                                       |
| Medalla de oro    | - Malasia – Danielle Wong                             |
| Medalla de plata  | - Tailandia – Chavika Watrsang                        |
| Medalla de bronce | - Corea – Han Ho-jeong                                |
| Europa del Este   |                                                       |
| Medalla de oro    | - Ucrania – Viktoria Orel                             |
| Medalla de plata  | - Eslovenia – Laura Škvorc                            |
| Medalla de bronce | - Hungría – Dorina Lepp                               |
| Europa Oriental   |                                                       |
| Medalla de oro    | - Países Bajos – Leena Asarfi                         |
| Medalla de plata  | - Austria – Sophie Totzauer                           |
| Medalla de bronce | - Irlanda – Joelle Curoe                              |

### Competencia en traje cóctel
| Resultado         | Candidata                                 |
| Grupo 1           | Grupo 1                                   |
| ----------------- | ----------------------------------------- |
| Medalla de oro    | - Guatemala – Sara Guerrero               |
| Medalla de plata  | - República Dominicana – Alexandra Parker |
| Medalla de bronce | - Chile – Natividad Leiva                 |
| Grupo 2           |                                           |
| Medalla de oro    | - Panamá – Carmen Jaramillo               |
| Medalla de plata  | - Ecuador – Ángela Bonilla                |
| Medalla de bronce | - Mongolia – Bayartsetseg Altangerel      |

### Donadoras de caridad
| Resultado         | Candidata                         |
| ----------------- | --------------------------------- |
| Medalla de oro    | - Estados Unidos – Brittany Payne |
| Medalla de plata  | - Suiza – Corinne Schädler        |
| Medalla de bronce | - Australia – Dayanna Grageda     |

### Competencia deportiva
| Resultado         | Candidata                   |
| ----------------- | --------------------------- |
| Medalla de oro    | - Panamá – Carmen Jaramillo |
| Medalla de plata  | - Portugal – Berth Elouga   |
| Medalla de bronce | - Sudáfrica – Carla Viktor  |

### Favorita de la prensa
| Resultado         | Candidata                        |
| ----------------- | -------------------------------- |
| Medalla de oro    | - Austria – Sophie Totzauer      |
| Medalla de plata  | - Alemania – Melanie Sofia Bauer |
| Medalla de bronce | - Escocia – Amy Meisak           |

### Competencia de muñecos de nieve
| Ranking           | País/Territorio                         |
| ----------------- | --------------------------------------- |
| Medalla de oro    | Crimea – Daria Zeleneva                 |
| Medalla de oro    | República Checa – Karolína Mališová     |
| Medalla de oro    | Rusia – Maria Chudakova                 |
| Medalla de oro    | Suiza – Corinne Schädler                |
| Medalla de oro    | Ucrania – Viktoria Orel                 |
| Medalla de plata  | Costa Rica – Andrea Rojas               |
| Medalla de plata  | Malasia – Danielle Wong                 |
| Medalla de plata  | Países Bajos – Leena Asarfi             |
| Medalla de plata  | Sudáfrica – Carla Viktor                |
| Medalla de bronce | Croacia – Ana Marija Jurišić            |
| Medalla de bronce | Dinamarca – Turið Elinborgardóttir      |
| Medalla de bronce | Egipto – Imaj Ahmed Hassan              |
| Medalla de bronce | República Dominicana – Alexandra Parker |

### Competencia de talento
| Resultado Final   | Candidata                   |
| ----------------- | --------------------------- |
| Medalla de oro    | - Sudáfrica - Carla Viktor  |
| Medalla de plata  | - Portugal - Berth Elouga   |
| Medalla de bronce | - Guatemala - Sara Guerrero |

### Competencia en traje de noche
| Resultado Final   | Candidata                            |
| Grupo 1           | Grupo 1                              |
| ----------------- | ------------------------------------ |
| Medalla de oro    | - Chile - Natividad Leiva            |
| Medalla de plata  | - Colombia - Estefanía Muñoz         |
| Medalla de bronce | - Kosovo - Kaltrina Neziri           |
| Grupo 2           |                                      |
| Medalla de oro    | - Mongolia - Bayartsetseg Altangerel |
| Medalla de plata  | - Nueva Caledonia - Julia Roquigny   |
| Medalla de bronce | - Rusia - Maria Chudakova            |
| Grupo 3           |                                      |
| Medalla de oro    | - Panamá - Carmen Jaramillo          |
| Medalla de plata  | - Tailandia - Chavika Watrsang       |
| Medalla de bronce | - Filipinas - Angelia Ong            |

### Plantación de Árboles
| Resultado Final   | Candidata                      |
| ----------------- | ------------------------------ |
| Medalla de oro    | - Croacia - Ana-Marija Jurisić |
| Medalla de plata  | - Ghana - Silvia Morkor        |
| Medalla de bronce | - Austria - Sophia Mia         |

### Miss Fotogénica (Voto web)
| Resultado Final   | Candidata                            |
| ----------------- | ------------------------------------ |
| Medalla de oro    | - Mongolia - Bayartsetseg Altangerel |
| Medalla de plata  | - Venezuela - Andrea Rosales         |
| Medalla de bronce | - Tailandia - Chavika Watrsang       |

### Competencia en Traje de Baño
| Resultado Final   | Candidata                              |
| ----------------- | -------------------------------------- |
| Medalla de oro    | - Colombia - Estefanía Muñoz Jaramillo |
| Medalla de plata  | - Guatemala - Sara Guerrero            |
| Medalla de bronce | - Brasil - Thiessa Sickert             |

### Miss Amistad
| Resultado Final   | Candidata                                              |
| Grupo 1           | Grupo 1                                                |
| ----------------- | ------------------------------------------------------ |
| Medalla de oro    | - Guam - Skye Celine                                   |
| Medalla de plata  | - República Democrática del Congo - Christelle Lohembe |
| Medalla de bronce | - Aruba - Kimberly Zsa                                 |
| Grupo 2           |                                                        |
| Medalla de oro    | - Singapur - Tiara Hadi                                |
| Medalla de plata  | - Filipinas - Angelia Ong                              |
| Medalla de bronce | - Bélgica - Elizabeth Tiwaah                           |
| Grupo 3           |                                                        |
| Medalla de oro    | - Reunión - Jade Soune-Seyne                           |
| Medalla de plata  | - España - Dolores Ortega                              |
| Medalla de bronce | - Países Bajos - Leena Asarfi                          |

## Candidatas
86 candidatas compitieron en el certamen:
(En la tabla se utiliza su nombre completo, los sobrenombres van entrecomillados y los apellidos utilizados como nombre artístico, entre paréntesis; fuera de ella se utilizan sus nombres «artísticos» o simplificados)
| - Alemania - Melanie Sofia Bauer - Argentina - Julieta Fernández Ayub - Armenia - Lilit Martirosyan - Aruba - Kimberly Zsa Zsa Wever - Australia - Dayanna Grageda - Austria - Sophie Mia «Sophia Mia» Totzauer - Bahamas - Daronique Rashan Chalandra Young - Bélgica - Elizabeth Akosua Tiwaah Dwomoh - Belice - Christine Marie Syme - Bolivia - Vinka Nemer Drpic - Bosnia y Herzegovina - Adna Obradović - Brasil - Thiessa Sickert Veloso - Canadá - Tatiana Katelyn Maranhão - Chile - María Natividad Leiva Bello - China - Serena Pan - Chipre - Markélla Marína «Marcella Marina» Konstantínou - Colombia - Estefanía Muñoz Jaramillo - Corea - HoJeong «Jenny» Han - Costa Rica - Andrea María Rojas Pacheco - Crimea - Daria Zeleneva - Croacia - Ana-Marija Jurisić - Dinamarca - Turið Elinborgardóttir - Ecuador - Ángela Maritza Bonilla Zapata - Egipto - Imaj Ahmed Hassan - El Salvador - Pamela Valdivieso Silva - Escocia - Amy Mesiak - Eslovenia - Laura Škvorc - España - Dolores «Lola» Ortega Martínez - Estados Unidos - Brittany Ann Payne - Filipinas - Angelia Gabrena Panglicawan Ong - Fiyi - Shyla Angela Prasad - Francia - Alyssa Wurtz - Gales - Lara Stephen - Ghana - Silvia Naa Morkor Commodore - Guadalupe - Anaïs Emeline Clemence Lacalmontie - Guam - Skye Celine Baker - Guatemala - Sara Veralucía Guerrero Chavarría - Honduras - Nadia Scarleth Morales - Hungría - Dorina Ágnes Lepp - India - Aaital Khosla - Indonesia - Belinda Pritasari Jacobsen - Inglaterra - Katrina Kendall - Irlanda - Joelle Curoe | - Irlanda del Norte - Dearbhla Walsh - Israel - Shams Touraani - Italia - Aurora Pianegonda - Japón - Ayano Yamada - Kenia - Linda Njoki Gatere - Kosovo - Kaltrina Neziri - Líbano - Joudy Hennawi - Malasia - Danielle Wong Kar Wai - Malta - Alexia Fenech - Mauricio - Katia Moochooram - México - Gladys Georgete Flores Simón - Mongolia - Bayartsetseg Altangerel - Myanmar - Eaint Myat Chal - Nepal - Dibyata Vaidya - Noruega - Britt Roselyn Camillo Rekkedal - Nueva Caledonia - Julia Roquigny - Nueva Zelanda - Anna Lisa Christiane - Países Bajos - Leena Asarfi - Panamá - Carmen Isabel Jaramillo Velarde - Paraguay - Lourdes Andrea Melgarejo González - Perú - Zully Ana Barrantes Panduro - Polonia - Magdalena Ho - Portugal - Berth Klarrenn Elouga - República Checa - Karolína Mališová - República Democrática del Congo - Christelle Lohembe - República Dominicana - Alexandra Elizabeth Parker - República Eslovaca - Anita Polgáriová - Reunión - Jade Soune-Seyne - Rumania - Anca Francesca Neculaiasa-Pavel - Rusia - Maria Chudakova - Singapur - Tiara Hadi - Sri Lanka - Visna Fernando - Sudáfrica - Carla Catherine Viktor - Suecia - Maria Taipaleenmäki - Suiza - Corinne Schädler - Surinam - Giselle Reinberg - Tailandia - Chavika Watrsang - Trinidad y Tobago - Danielle Dolabaille - Turquía - Şevval Ayvaz - Ucrania - Viktoria Orel - Uganda - Sandra Akello - Uruguay - María Belén Cabrera - Venezuela - Andrea Carolina Rosales Castillejos |

### Designaciones
- Melanie Bauer (Alemania) fue designada por la directora de la franquicia alemana Sina Schmid, a consecuencia de que el certamen nacional no se llevó a cabo.
- Christine Syme (Belice) fue nombrada por el director de la franquicia Michael Arnold, para representar a ese país en este concurso.
- Thiessa Sickert (Brasil) fue designada por el detentor de la franquicia en el país.
- Estefanía Muñoz (Colombia) fue designada por la franquicia Miss Earth Colombia para representar a su país en este certamen.
- Daria Zeleneva (Crimea) fue designada por los directores de la franquicia de su país a consecuencia de no llevar a cabo el certamen nacional.
- Ana Marija Jurišić (Croacia) fue designada tras no realizarse el certamen nacional.
- Imaj Hassan (Egipto) fue designada por los directores de la franquicia de su país.
- Ángela Bonilla (Ecuador) fue designada por la organización nacional dirigida por José Hidalgo León, encargado de una escuela de misses, durante un comunicado de prensa en Guayaquil.
- Alyssa Wurtz (Francia) fue designada por la organización nacional para representar a su país en este certamen, después de haber terminado como cuarta finalista en el certamen Miss Francia 2015.
- Joelle Curoe (Irlanda) fue seleccionada por la directiva de la organización nacional para representar a su país.
- Shams Touraani (Israel) fue designada por Lila Magazine, quien encabeza la organización de belleza israelí.
- Aurora Pianegonda (Italia) fue designada por la directiva de la nueva franquicia de ese país.
- Kaltrina Neziri (Kosovo) fue designada por la directiva de la franquicia local, tras no poder participar en Miss Tierra 2014.
- Leena Asarfi (Países Bajos) fue designada por los directores de la nueva organización neerlandesa que obtuvo la franquicia para este certamen.
- Carmen Jaramillo (Panamá) fue designada por la organización de su país durante un comunicado de prensa y coronada en un fastuoso evento denominado: "Gala Nacional de la Belleza 2015".
- Anca Neculaiasa-Pavel (Rumania) fue designada para representar a su país tras haber participado en otros certámenes de importancia.
- Carla Viktor (Sudáfrica) fue designada por los directores de la franquicia nacional para representar el país en esta edición.
- Chavika Watrsang (Tailandia) fue designada por la organización nacional tailandesa para representar el país en esta edición del concurso.
- Sevval Ayvaz (Turquía) fue designada por la directiva de Elidor Miss Turkey, quien tiene la franquicia para este certamen, Ayvaz fue erróneamente designada previamente para participar en Miss Internacional durante el certamen local, por lo que fue despojada al día siguiente.

### Suplencias
- Vinka Nemer (Bolivia) fue designada por Promociones Gloria; luego que Jazmín Durán renunciara al título de Miss Bolivia Tierra 2015 por problemas de salud.
- Pamela Valdivieso (El Salvador) quien iba participar al año siguiente en este certamen, fue seleccionada para participar en esta edición en reemplazo de Claudia Martínez, quien fuera la reina titular para competir este año por razones desconocidas.
- Lola Ortega (España) fue designada por la organización Miss Tierra España, en reemplazo de Andrea Pannocchia la cual fuese seleccionada previamente por la misma mediante una convocatoria por razones desconocidas.
- Britt Rekkedal (Noruega) fue la representante de ese país, nombrada por directiva de Miss Universo Noruega; ya que la misma decidió no enviar a Dina Nielsen, cuarta finalista de Miss Noruega 2015, quien fue designada previamente por razones desconocidas.
- Andrea Melgarejo (Paraguay) fue designada por a franquicia Promociones Gloria, luego de que Myriam Arévalos, quien iba a formar parte de este certamen asistirá a Miss Universo 2015.
- Christelle Lohembe (RD del Congo) fue designada por el director de la franquicia de ese país, en reemplazo de Jessica Bossekota, quien fue designada previamente por razones desconocidas.
- Sandra Akello (Uganda) fue seleccionada para reemplazar a la ganadora Pearl Asasira Brenda por razones no reveladas.

### Abandonos
- Vivian Chukwukere (Nigeria) no asistió al certamen al ser negado su visado que le permitía viajar a Austria. De igual forma, Agot Deng Jogaak (Sudán del Sur) no participó por la misma razón.
- Wen-Yin Ting (Taiwán) se retiró de la competencia argumentando la mala alimentación que han tenido las delegadas dentro de la estadía en el hotel, además por negarse a llevar la banda con el nombre de China Taipei, ya que argumentaba representar a Taiwán.

## Datos acerca de las delegadas
- Algunas de las delegadas del Miss Tierra 2015 han participado, o participarán, en otros certámenes internacionales de importancia:
  - Darronique Young (Bahamas) participó en Miss Mundo 2012, sin lograr figuración.
  - Dayanna Grageda  (Australia) participó sin éxito en el Miss América Latina 2010.
  - Sara Guerrero (Guatemala) participó en Miss Turismo Latino 2012, donde se posicionó como primera finalista; al año siguiente participó sin éxito en Miss Internacional 2013.
  - Leena Asarfi (Países Bajos) participó en Miss Turismo Mundo 2012, representando a Benelux, sin lograr figuración.
  - Andrea Rojas (Costa Rica) participó en Miss Internacional 2013, Reina de la Costa Maya 2013, y Miss Turismo Internacional 2014, en todas ellas sin lograr figuración.
  - Berth Elouga (Portugal) participó en Miss Intercontinental 2013, destacándose en la premiación "Miss Fotogenica" de aquel certamen.
  - Estefanía Muñoz (Colombia) fue virreina del Reinado Internacional del Café 2014.
  - Danielle Wong (Malasia) fue semifinalista en Supermodel Internacional 2015, además de obtener el premio al "Mejor traje nacional" de ese certamen.
  - Zully Barrantes (Perú) ganó la Reina Mundial de la Piña 2015.
  - Carmen Jaramillo (Panamá) fue semifinalista en Reina Hispanoamericana 2015.
  - Anca Neculaiasa-Pavel (Rumania) participó sin éxito en Miss Internacional 2014 y en Miss Tourism World 2015.
  - Natividad Leiva (Chile) compitió sin éxito en Miss Continentes Unidos 2016.
  - Ángela Bonilla (Ecuador) ganó el certamen Miss Global 2016.
  - Silvia Commodore (Ghana) fue segunda finalista en Miss Intercontinental 2016.
  - Andrea Melgarejo (Paraguay) concursará en Miss Universo 2016.
  - Maria Taipaleenmäki (Suecia) concursa en Miss Internacional 2016.
- Algunas de las delegadas nacieron o viven en otro país al que representarán, o bien, tienen un origen étnico distinto:
  - Melanie Bauer (Alemania) posee doble nacionalidad, austriaca y alemana.
  - Dayanna Grageda (Australia) nació en Bolivia, posee nacionalidad australiana y boliviana.
  - Vinka Nemer (Bolivia) tiene ascendencia libanesa y croata.
  - Thiessa Sickert (Brasil), Han HoJeong (Corea del Sur), Bayartsetseg Altangerel (Mongolia), Christelle Lohembe (República Democrática del Congo) y Alexandra Parker (República Dominicana) radican en Estados Unidos.
  - Tatiana Maranhão (Canadá) es hija de madre venezolana y padre portugués.
  - Marcella Marina Konstantínou (Chipre) nació en Brasil.
  - Ana-Marija Jurisić (Croacia) nació y reside en Bosnia y Herzegovina, posee nacionalidad bosnia y croata.
  - Turið Elinborgardóttir (Dinamarca) tiene ascendencia islandesa.
  - Imaj Hassan (Egipto) radica en España.
  - Angelia Ong (Filipinas) posee doble nacionalidad, china y filipina.
  - Skye Baker (Guam) tiene ascendencia estadounidense y filipina.
  - Belinda Pritasari (Indonesia) tiene ascendencia turca y alemana.
  - Katrina Kendall (Inglaterra) tiene ascendencia filipina, posee nacionalidad inglesa y filipina.
  - Joelle Curoe (Irlanda) radica en Belfast, Irlanda del Norte.
  - Britt Rekkedal (Noruega) tiene ascendencia filipina de parte paterno, posee nacionalidad noruega y filipina.
  - Julia Roquigny (Nueva Caledonia) tiene ascendencia francesa por lado paterno, y tiene ascendencia indonesia y japonesa de lado materno; su familia materna fue sobreviviente al bombardeo de Pearl Harbor.
  - Leena Asarfi (Países Bajos) tiene ascendencia india y surinamesa de parte de ambos padres.
  - Magdalena Ho (Polonia) tiene ascendencia vietnamita de parte de ambos padres.
  - Berth Elouga (Portugal) nació en Camerún, tiene ascendencia india, portuguesa y camerunense.
  - Tiara Hadi (Singapur) tiene ascendencia india y malaya.
  - Maria Taipaleenmäki (Suecia) tiene ascendencia finlandesa de parte de ambos padres.
  - Giselle Reinberg (Surinam) tiene ascendencia letona, y reside en Londres.
- Otros datos significativos de algunas delegadas: 
  - Linda Gatere (Kenia) es una famosa modelo, e ícono de la moda en su país.
  - Katia Moochooram (Mauricio) es modelo profesional, y es rostro de televisión en su país.
  - Anna Lisa Christiane (Nueva Zelanda) es modelo profesional, trabaja para la agencia Red 11 Management Models, por lo que se ha presentado en grandes pasarelas de todo el mundo.
  - Visna Fernando (Sri Lanka) es baloncestista de la liga femenina de su país.

## Sobre los países en Miss Tierra 2015

### Naciones que debutaron en la competencia
- Armenia y Nueva Caledonia concursaron por primera vez en el certamen.

### Naciones ausentes
(Esta lista es en relación a la edición anterior)
- Botsuana, Curazao, Gabón, Guyana, Islas Vírgenes de los Estados Unidos, Kazajistán, Letonia, Madagascar, Namibia, Pakistán, Puerto Rico, Santa Lucía, Samoa, Tahití, Taiwán, Tonga, Zambia y Zimbabue no compitieron en esta edición.

### Naciones que regresaron a la competencia
- Chipre que participó por última ocasión en 2003.
- República Democrática del Congo, Ruanda, Surinam y Uganda que participaron por última ocasión en 2008.
- Aruba e Irlanda que participaron por última vez en 2011.
- Argentina, Honduras, Malta y Uruguay que participaron por última ocasión en 2012.
- Bahamas, Belice, Costa Rica,  Crimea, Gales, Guadalupe, Kosovo, Noruega, Sudán del Sur, Trinidad y Tobago y Turquía que participaron por última ocasión en 2013.